# 小行星7628
小行星7628（7628 Evgenifedorov）是一颗绕太阳运转的小行星，为主小行星带小行星。该小行星于1977年8月发现。

## 轨道参数
小行星7628的轨道半长轴为2.6832968 UA，离心率为0.178。